# Tillandsia botteri
Tillandsia botteri là một loài thuộc chi Tillandsia. Đây là loài đặc hữu của México.